# Sylvain Miaillier
Sylvain Miaillier (* 25. September 1986 in Le Bourg-d’Oisans) ist ein französischer Freestyle-Skier. Er startet in der Disziplin Skicross.

## Werdegang
Miaillier war zu Beginn seiner Karriere alpiner Skirennläufer. Dabei nahm er von 2001 bis 2007 vorwiegend an FIS-Rennen teil. Nach der Saison 2006/07 wechselte er zur Freestyle-Disziplin Skicross. Sein erstes Weltcuprennen bestritt er im Januar 2008 in Les Contamines und belegte dort den 50. Platz. Vier Tage später kam er beim Weltcuprennen in Flaine mit dem siebten Rang erstmals unter die ersten Zehn. In der Saison 2008/09 errang er im Europacup drei dritte Plätze und holte einen Sieg. Er gewann damit die Skicross-Disziplinenwertung des Europacups. Bei den Olympischen Winterspielen 2010 in Vancouver fuhr er auf den 12. Platz.
In der Saison 2010/11 war Miaillier im Weltcup zweimal unter den ersten Zehn. Bei den Weltmeisterschaften 2011 im Deer Valley errang er den 23. Platz. In der folgenden Saison kam er bei neun Teilnahmen im Weltcup dreimal unter die ersten Zehn. Nach Platz 48 und 27 in der Saison 2012/13 erreichte er mit dem dritten Rang in Åre zum Saisonende seine erste Podestplatzierung im Weltcup. In der folgenden Saison 2013/14 war bei neun Teilnahmen im Weltcup in Val Thorens und in Åre jeweils der 23. Platz sein bestes Resultat. Nach Platz 29 beim Weltcup in Nakiska zu Beginn der Saison 2014/15 kam er im Januar 2015 beim Weltcup in Val Thorens zweimal unter die ersten Zehn. Im selben Monat gewann er ebenfalls in Val Thorens im Europacup. Es folgten weitere Top-Zehn-Resultate im Weltcup. Zum Saisonende gelang ihm am 13. März 2015 in Megève der erste Weltcupsieg, was für den fünften Platz im Skicross-Weltcup reichte.
In der folgenden Saison 2015/16 errang Miaillier im Weltcup den dritten Platz in Innichen und den zweiten Platz am Watles. Ein weiterer zweiter Platz kam im Dezember 2016 beim Weltcup in Val Thorens hinzu. Nach einem zweiten Platz zum Auftakt der Weltcupsaison 2016/17 blieb ein neunter Platz sein bestes Ergebnis.
Miaillier nahm bisher an 93 Weltcuprennen teil und belegte dabei 19-mal eine Platzierung unter den ersten Zehn (Stand: Saisonende 2016/17).

## Erfolge

### Olympische Spiele
- Vancouver 2010: 12. Skicross

### Weltmeisterschaften
- Deer Valley 2011: 23. Skicross

### Weltcupwertungen
| Saison  | Gesamt | Gesamt | Skicross | Skicross |
| Saison  | Platz  | Punkte | Platz    | Punkte   |
| ------- | ------ | ------ | -------- | -------- |
| 2007/08 | 73.    | 11     | 20.      | 91       |
| 2008/09 | 106.   | 7      | 32.      | 59       |
| 2009/10 | 55.    | 13     | 17.      | 146      |
| 2010/11 | 69.    | 13     | 22.      | 139      |
| 2011/12 | 44.    | 21     | 14.      | 208      |
| 2012/13 | 145.   | 6      | 32.      | 64       |
| 2013/14 | 252.   | 1      | 52.      | 16       |
| 2014/15 | 22.    | 32     | 5.       | 347      |
| 2015/16 | 65.    | 20,08  | 13.      | 241      |
| 2016/17 | 84.    | 16,71  | 16.      | 234      |

### Weltcupsiege
Miaillier erreichte im Weltcup bisher 5 Podestplätze, davon 1 Sieg:
| Nr. | Datum         | Ort    | Land       |
| --- | ------------- | ------ | ---------- |
| 1.  | 13. März 2015 | Megève | Frankreich |

### Europacup
- 6 Podestplätze, davon 2 Siege
- Saison 2008/09: 1. Skicross-Disziplinenwertung